# Otoño caliente

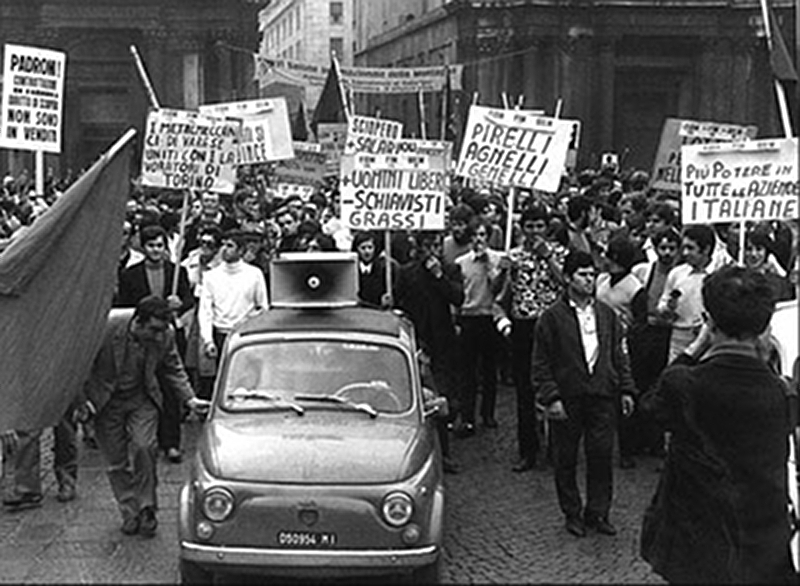

El otoño caliente es un periodo de la historia de Italia marcado por las luchas sindicales obreras y estudiantiles que tuvieron lugar a partir del otoño de 1969 en Italia, y que supuso el preludio del periodo histórico conocido como años de plomo.

## Historia
La gran movilización sindical, hija del clima político de 1968, fue determinada por la expiración trienal de los contratos de trabajo, en particular en el sector metalúrgico. En este periodo las reivindicaciones salariales espontáneas en las grandes fábricas se unieron a las agitaciones estudiantiles que reclamaban un generalizado derecho al estudio para todas las capas sociales.Entre septiembre y diciembre de 1969 la cuestión obrera estalló con una fuerza que ni empresarios ni trabajadores habían previsto. En el trasfondo estaba la renovación de 32 contratos colectivos de trabajo: más de cinco millones de trabajadores de la industria, de la agricultura, de los transportes y de otros sectores hicieron sentir el peso de sus reivindicaciones. Emergió una nueva figura, aquella del obrero-masa, es decir, una personalidad joven, procedente del sur, no especializado, empleado en la cadena de montaje, pero más combativo que el tradicional obrero de oficio. En los meses precedentes, en Battipaglia, la gente salió a las calles para pedir puestos de trabajo; mientras, en Roma, fue una delegación para discutir con el ministro de Industria. En el país se desencadenaron enfrentamientos con las fuerzas del orden, en los cuales perdieron la vida el tipógrafo Carmine Citro y la profesora Teresa Ricciardi.
En la Italia de 1969 los salarios aún eran de los más bajos de Europa occidental, aunque las condiciones de vida de los trabajadores habían mejorado significativamente respecto de los diez años anteriores. Las revueltas sindicales fueron un fenómeno de cólera colectiva provocada no por la pobreza, sino de la propagación en las fábricas de las ideas del momento: un eslogan recitaba «nuestro Vietnam es en la fábrica», y fue notable el cruce entre el antiamericanismo, el antiimperialismo y las reivindicaciones obreras.
Los sindicatos oficiales fueron condicionados por los Comités Unitarios de Base (CUB), mientras los gobiernos democristianos que se alternaron en aquel periodo no consiguieron distinguir las demandas razonables de las demagógicas, plegándose a unas y otras con tal de llegar a un apaciguamiento social: los CUB exigían salarios iguales para todos los obreros en base al principio de «todos los estómagos son iguales», sin diferencias de mérito ni compensación, concibiendo el beneficio como una estafa, la productividad como servidumbre y la eficiencia como un complot, sosteniendo en cambio que la negligencia era un mérito y el sabotaje un justo golpe infligido a la lógica capitalista.
Los empresarios italianos fueron tomados por un sentimiento de miedo rayano en el pánico: en una manifestación en Valdagno fue abatido el monumento a Gaetano Marzotto (creador del complejo industrial), y en las fábricas la atmósfera se volvió irrespirable para dirigentes y jefes, que se sintieron intimidados y amenazados. Aumentó el absentismo y, cuando FIAT denunció a 122 obreros, se produjeron movilizaciones políticas y sindicales, y el ministro del Trabajo Carlo Donat-Cattin forzó a la compañía a retirar las denuncias. El otoño caliente provocó, o contribuyó a provocar, la fuga de capitales, la escalada de la inflación, y, más en general, una década de recesión.
El 19 de noviembre de 1969 falleció en Milán el policía Antonio Annarumma, golpeado en la cabeza por un objeto pesado durante un enfrentamiento entre policía y manifestantes de la izquierda extraparlamentaria, al término de una huelga, mientras el sindicalista de la CISL Bruno Storti daba un discurso en el Teatro Lírico de Milán. En aquel clima de tensión el 9 de diciembre se firmó un acuerdo entre los sindicatos e Intersind, que agrupaba las empresas con participación estatal, y el 21 se firmó otro acuerdo entre los sindicatos y la Confindustria: se acordaron aumentos de salario iguales para todos y la reducción del horario laboral a 40 horas semanales, mientras los obreros metalúrgico obtuvieron el permiso para celebrar asambleas en las fábricas.

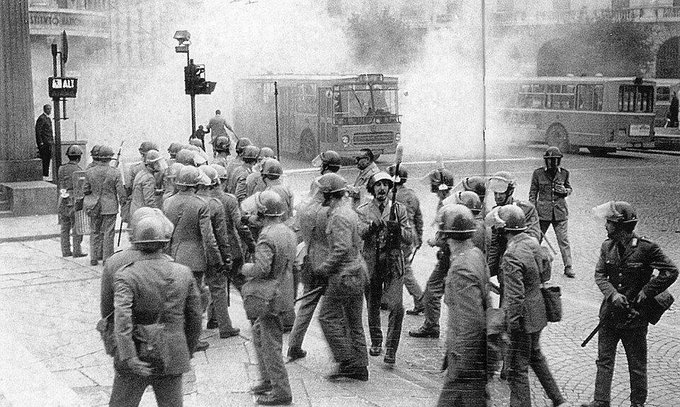

## Consecuencias
La relación de fuerzas, las técnicas de huelga, la abstención del trabajo y del estudio, las ocupaciones de fábricas y escuelas coordinadas por una nueva conciencia política y participativa permitió formalizar en los años sucesivos conquistas sociales relevantes, que en el plano del derecho del trabajo se materializaron en el Estatuto de los Trabajadores, que fue aprobado por el Parlamento el 20 de mayo de 1970.
El otoño caliente fue también la cuna de muchas nuevas formaciones políticas extraparlamentarias.

## Años de plomo
El 12 de diciembre se produjeron varios atentados en Italia, entre los cuales el más importante fue el atentado de Piazza Fontana. La policía inculpó sin pruebas a grupos anarquistas y los medios de comunicación se sumaron a la campaña de criminalización, aunque hoy en día se considera un atentado enmarcado en los comienzos de la estrategia de la tensión. Tras la muerte del anarquista Giuseppe Pinelli, oficialmente atribuida a un desmayo, y el encarcelamiento de varios anarquistas, la tensión se recrudeció dando lugar al comienzo de los años de plomo.

## Note
1. 1 2 3 4 5  Sergio Zavoli, La notte della Repubblica, Roma, Nuova Eri, 1992.
2. 1 2 3 4 5 6 7  Indro Montanelli e Mario Cervi, L'Italia degli anni di piombo, Milano, Rizzoli, 1991.
3. ↑  Bull, Anna Cento and Cooke, Philip. Ending Terrorism in Italy, Routledge, 2013, ISBN 9781135040802.
4. ↑  m.f. (29 de octubre de 1975).  La Stampa, ed. «Né omicidio né suicidio: Pinelli cadde perché colto da malore». Consultado el 11 de enero de 2016.
5. ↑  Javier Fernández (8 de octubre de 2012).  Diagonal, ed. «Tres meses que transformaron Italia». Consultado el 5 de diciembre de 2015.